# Bytjärnen (Gagnefs socken, Dalarna)
Bytjärnen är en sjö i Gagnefs kommun i Dalarna och ingår i Dalälvens huvudavrinningsområde. Sjön har en area på 0,0813 kvadratkilometer och ligger 295,4 meter över havet. Sjön avvattnas av vattendraget Tansån.

## Delavrinningsområde
Bytjärnen ingår i det delavrinningsområde (669751-145440) som SMHI kallar för Inloppet i Tansen. Medelhöjden är 320 meter över havet och ytan är 2,89 kvadratkilometer. Det finns inga avrinningsområden uppströms utan avrinningsområdet är högsta punkten. Tansån som avvattnar avrinningsområdet har biflödesordning 3, vilket innebär att vattnet flödar genom totalt 3 vattendrag innan det når havet efter 268 kilometer. Avrinningsområdet består mestadels av skog (63 procent) och sankmarker (27 procent). Avrinningsområdet har 0,08 kvadratkilometer vattenytor vilket ger det en sjöprocent på 2,7 procent.